# Église Saint-Vincent-et-Saint-Sébastien de Bullion
Pour les articles homonymes, voir Église Saint-Vincent et Saint-Sébastien.
L'église Saint-Vincent-et-Saint-Sébastien est une église catholique située dans la commune de Bullion, dans le département des Yvelines, en France.

## Localisation
L'église se trouve dans le centre du village, le long de la rue Saint-Vincent, route départementale D132 (Saint-Arnoult-en-Yvelines au sud-ouest, Bonnelles à l'est).

## Historique
L'édifice dont la construction s'est échelonnée du XIe au XVIe siècle est inscrit au titre des monuments historiques par arrêté du 13 juillet 1962.